# Osmo Mäkitie
Osmo Ahti Mäkitie (till 1939 Mecklin), född 27 juli 1920 i Helsingfors, död 8 augusti 1991, var en finländsk kemist. 
Mäkitie blev student 1939, filosofie kandidat 1949, filosofie magister 1950, filosofie licentiat 1959 och filosofie doktor 1962. Han var verksam som lantbrukskemist 1949–1963, var specialforskare 1963–1968 och professor vid Uleåborgs universitet 1968. Han var docent i oorganisk och analytisk kemi vid Helsingfors universitet 1966–1968, biträdande professor i kemi 1968–1973 och professor i analytisk kemi 1973–1984.  Han var ordförande i Suomalaisten kemistien seura 1977–1978 och blev vice ordförande i Kemiska sällskapet i Finland 1975. Han invaldes som ledamot av Finska Vetenskapsakademien 1974. Han skrev Studies on Trace Element Reagents (akademisk avhandling, 1961) samt artiklar i markkemi och analytisk kemi.